# バイヤー試薬
バイヤー試薬は有機化学の定性試験において、不飽和結合を検出するために用いられる試薬。ドイツの化学者アドルフ・フォン・バイヤーにちなんで名づけられた。
バイヤー試薬は冷-過マンガン酸カリウム水溶液であり、 酸化剤として酸化還元反応により分子内の二重結合及び三重結合（ -C=C- 及び -Ｃ≡Ｃ- ）にヒドロキシ基を付加し、ジオールを生成する。ただし、過マンガン酸イオンの酸化力は液性により異なるので生成物も液性に依存する。この反応により過マンガン酸イオンの赤紫色が消失し、酸化マンガン(II)の黒褐色沈殿が生ずる。この反応におけるヒドロキシ基の付加は同側のため、syn付加であり、アルデヒドやギ酸、ギ酸エステルに対しても陽性反応を示す。

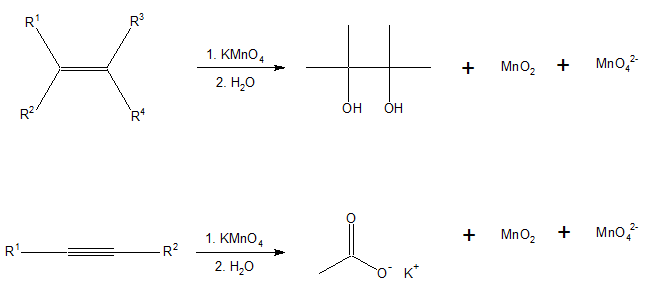
二重結合及び三重結合と反応すると、茶褐色の沈殿としてマンガン(IV)酸化物を生ずる。